# (4864) Nimoy
(4864) Nimoy est un astéroïde de la ceinture principale découvert le 2 septembre 1988 par Henri Debehogne à l'Observatoire européen austral.

## Nom
L'astéroïde est nommé d'après l'acteur Leonard Nimoy. La citation de nommage est la suivante :
« Leonard Nimoy (1931-2015) was an American actor, film director and poet. Best known for his portrayal of the half-Vulcan/half-human science officer Spock in the original "Star Trek" TV series and subsequent movies, Nimoy wrote two autobiographies: I Am Not Spock (1975) and I Am Spock (1995). »
soit, en français :

« Leonard Nimoy (1931-2015) était un acteur, réalisateur de films et poète américain. Principalement connu pour son rôle de l'officier scientifique mi-Vulcain mi-humain Spock dans la série télévisée originelle Star Trek et les films qui ont suivi, Nimoy a écrit deux autobiographies : Je ne suis pas Spock (1975) et Je suis Spock (1995). »